# South Kannanur
South Kannanur es una ciudad y nagar Panchayat situada en el distrito de Tiruchirappalli en el estado de Tamil Nadu (India). Su población es de 13073 habitantes (2011). Se encuentra a 14 km de Tiruchirappalli y 51 km de Thanjavur.

## Demografía
Según el censo de 2011 la población de South Kannanur era de 13073 habitantes, de los cuales 6377 eran hombres y 6696 eran mujeres. South Kannanur tiene una tasa media de alfabetización del 83,81%, superior a la media estatal del 80,09%: la alfabetización masculina es del 90,52%, y la alfabetización femenina del 77,46%.